# Unruhen in Göschenen 1875
Die Unruhen in Göschenen fanden am 27. und 28. Juli 1875 in der gerade selbständig gewordenen Schweizer Gemeinde Göschenen im Kanton Uri statt.

## Unruhen
Während des Baus des Gotthardtunnels erhöhte sich die Einwohnerzahl von Göschenen auf ein Mehrfaches. Die Bauarbeiter lebten in prekären Verhältnissen.
Am 27. Juli traten italienische Tunnelarbeiter in einen Streik, forderten mehr Lohn und verursachten einen Aufruhr im Dorf. Auslöser war ein Streit zwischen einem Postenchef und den Mineuren, die sich weigerten weiterzubohren, bevor sich der Rauch nach den Sprengungen verzogen hatte. Darauf entbrannte ein Wortgefecht, bis die Mineure wutentbrannt die Arbeitsstelle verliessen. Auf dem Weg nach draussen verbreitete sich das Gerücht, dass eine Dynamitkiste brenne. Dies führte dazu, dass auch die restliche Tunnelmannschaft ins Freie rannte.
Die übliche Antwort – «Keiner ist gezwungen, im Tunnel zu arbeiten. Wer nicht will, kann morgen seinen Lohn holen.» – von Oberingenieur Ernest von Stockalper funktionierte diesmal nicht. Die Arbeiter zogen weiter ins Dorf, wo sie vor der Post Halt machten, wo der Gemeindepräsident und gleichzeitig Posthalter wohnte, und ihrem Zorn Luft verschafften. Hier stellte Luigi Dissune unter Beifallsbezeugungen die Forderungen der Arbeiter vor: einen Franken mehr Lohn pro Tag, eine funktionierende Ventilation und bessere Sicherheitsvorschriften. Der Drohung, es gehe kein Mineur mehr in den Tunnel, bis dies vollumfänglich erfüllt sei, wurde Nachdruck verschafft, indem man vor dem Tunnelportal Posten bezog, so dass am Schichtwechsel um 22 Uhr kein Mineur in den Tunnel gelassen wurde. Ein Teil verbrachte die Nacht vor dem Portal mit Diskutieren und Singen. Auch am 28. Juli um 6 Uhr liess man keine Mineure in den Tunnel, nur die Steinhauer und Angestellten des Unternehmens.

## Intervention
Der Oberingenieur von Stockalper verlangte vom Gemeindepräsidenten Hilfe und telegrafierte ans Baubüro nach Altdorf. Das in Französisch gehaltene Telegramm lautete «Mineurs font grève et empêchent travailleurs. Envoyez 50 hommes armés et Fr. 30,000. Stokalper.» Er forderte darin 50 bewaffnete Männer und 30'000 Franken. Zeitgleich erbat der Gemeindepräsident Karl Arnold von der Urner Regierung Verstärkung für die von einem Landjäger befehligte Göschener Bürgerwehr.
Um acht Uhr beschlossen der Landammann und der Landeshauptmann das Entsenden sämtlicher Landjäger der Stationen Altdorf bis Amsteg mit Hilfsmannschaft und Waffen nach Göschenen. Die Mannschaft sollte längs der Strasse engagiert werden. Wachtmeister Trösch führte diese Bürgerwehr an. In Altdorf sammelte er eiligst sieben Mann zusammen und fuhr mit den Landjägern Richtung Göschenen, in Wassen wurden weitere acht Mann rekrutiert. Er kam um 16 Uhr mit 22 Mann in Göschenen an. Beim ersten Vorstoss zur Post leisteten die Arbeiter Widerstand, so dass sich Wachtmeister Trösch zurückziehen musste. Erst als die Göschener Bürgerwehr zu ihm stiess, wagte er einen erneuten Vorstoss. Zu dem Zeitpunkt gab es unter der Ordnungsmacht schon Verletzte.
Die rund dreissig Mann sahen «ein wenig lächerlich aus in ihren Kaputen und Militärmützen» und waren zahlenmässig den wütenden und Steine werfenden Demonstranten unterlegen. Warum der erste Schuss fiel und von wem er abgefeuert wurde, ist nicht bekannt, ein Schiessbefehl wurde nicht erteilt. Auch der genaue Ablauf der Schiesserei ist unklar. Nachher zerstreuten sich die Demonstranten. Unter ihnen waren vier Tote und etliche Verletzte zu beklagen. Je nach Quelle starben zwei oder drei unmittelbar vor Ort, ein weiterer erlag seinen Verletzungen einen Tag später, laut Untersuchungsbericht der vierte erst mehrere Tage später.
Nach dem Streik erfolgte vom 29. Juli bis 2. August ein Aktivdienst-Einsatz kantonaler Infanterie in Göschenen und anschliessend eine unbewaffnete Bundesintervention unter Leitung eines eidgenössischen Kommissärs, Ständerat und Oberst Hans Hold.

## Untersuchung
Die vom Bundesrat geforderten Untersuchungsberichte des Kantons Uri waren ihm ungenügend, gerade weil darin praktisch nur die strafrechtlichen Aspekte des Streiks abgehandelt wurden. Deshalb beschloss der Bundesrat eine ergänzende Untersuchung, die drei Schwerpunkte umfasste: 1. die Beziehung zwischen Unternehmen und Arbeiter, 2. die sanitarischen Verhältnisse, 3. die Berechtigung der polizeilichen und militärischen Massnahmen des Kantons Uri. Mit dieser Untersuchung wurde Hans Hold beauftragt, der am 23. September seine Arbeit aufnahm.
Ständerat Hold erstattete dem Bundesrat danach zwei Berichte, von denen einer im Bundesblatt abgedruckt wurde. Darin beschrieb Hold neben dem Hergang der Ereignisse vor allem die schwierigen Arbeits- und Wohnbedingungen der Gastarbeiter:

„Viele Arbeiter, die gemeinsam Menage machen, ernähren sich mit einem Aufwande von täglichen Cts. 60–80, was bei der consumirenden Tunnelarbeit, nach Angabe der Aerzte, durchaus unzulänglich ist und zu mehrfachen Krankheitserscheinungen Veranlaßung gibt.“

Im zweiten, nicht veröffentlichten Bericht kritisierte er die mangelhafte Rechtsstaatlichkeit und die sanitären Zustände auf der Grossbaustelle:

„Fast zu gleicher Zeit wurde zu Airolo beim Tunneleingang ein Arbeiter ermordet gefunden. Es wurde nicht einmal der Name desselben ermittelt, geschweige denn weitere Untersuchung gepflogen.“

Der Schweizer Gesandte Giovanni Battista Pioda in Rom berichtete am 29. Dezember 1875, dass der veröffentlichte Bericht von Oberst Hold die italienische Regierung, die zuvor noch Entschädigungsforderungen für die Hinterbliebenen und Verletzten angekündigt hatte, zunächst zufriedenstellte.